# الکساندر مخیا
الکساندر مخیا (اسپانیایی: Alexander Mejía‎؛ زاده ۷ سپتامبر ۱۹۸۸) یک بازیکن فوتبال اهل کلمبیا است.

## تیم ملی
وی همچنین در تیم ملی فوتبال کلمبیا بازی کرده است.